# Les Mangeurs d'étoiles
Les Mangeurs d'étoiles est un roman de Romain Gary paru initialement à Londres en 1961, puis en France en 1966 et qui constitue le premier tome de la série La comédie américaine complétée, en 1965, par Adieu Gary Cooper.

## Historique
De 1956 à 1961, Romain Gary est nommé consul général de France à Los Angeles, aux États-Unis. À peine arrivé, il est chargé d’une mission de remplacement en Amérique du Sud : durant trois mois, il doit s’occuper de la gérance de l’ambassade de France à La Paz, en Bolivie. On attend aussi de lui qu’il se rende au Pérou, au Chili et au Brésil. Cette décision a été prise parce que « la situation en Bolivie était explosive. Il n’y avait plus d’ambassadeur de France depuis six mois et cette vacance indisposait le dictateur du moment  ». Même si la mission n’est pas une sinécure, Gary s’adapte très vite à la réalité du pays. Il s’imprègne de l’atmosphère sud-américaine et rédige deux nouvelles qui se déroulent là-bas : « Les oiseaux vont mourir au Pérou » et « La plus vieille histoire du monde ». Il a aussi devant les yeux le cadre de son roman à venir Les Mangeurs d’étoiles.

### Une première version en langue anglaise
Ayant quitté la carrière diplomatique au printemps 1961, Romain Gary commence à dicter en anglais un scénario qui prend rapidement les proportions d’un roman : The Talent Scout, achevé en quatre semaines et qui deviendra quelques années plus tard, en français, Les Mangeurs d’étoiles
Lorsque le roman est publié à Londres en 1961, il est présenté comme une traduction d’un certain John Markham Beach. Or il ne s’agit pas d’une traduction et ce John Markham Beach, qui se serait également chargé de la transposition en anglais de La Promesse de l'aube (Promise at Dawn), n’est qu’un pseudonyme de plus à l’actif de l'écrivain. Ce dernier, multipliant les masques et brouillant les pistes, s’interroge déjà sur son identité, dont l’apogée correspondra avec la création d’Emile Ajar, à la fin de sa vie. 
La traduction française de The Talent Scout, sous le titre Les Mangeurs d'étoiles, parait en 1966, soit cinq ans après sa sortie en anglais. C’est Jean Rosenthal qui s’est chargé d’une première traduction que Gary a retravaillée par la suite. Romain Gary avait initialement songé à intituler son livre : Le mangeur d’étoiles, au singulier, ainsi qu’on peut le voir écrit dans le premier chapitre de son essai, Pour Sganarelle, paru en 1965, et dans lequel il recense les différents titres de ses œuvres.

## Résumé
Le récit commence par l'arrivée dans un pays d'Amérique du Sud d'un célèbre pasteur américain ainsi que d'une troupe de saltimbanques. Une révolte éclate alors dans la jeune république récemment renversée par un coup d'État. La compagne de l'instigateur de cette révolte, une Américaine qui, à l'instar de Lila dans Les Cerfs-volants, « se cherche » et « rêve d'elle même », est par la force d'un concours de circonstance retenue avec la troupe, le pasteur ainsi que la mère du dictateur. Almayo, le dictateur, pour des raisons (au début) connues de lui seul, décide de faire fusiller le convoi de visiteurs, mère et compagne comprises.
Grâce à des retours en arrière, des récits de souvenirs, Romain Gary dresse dans un premier temps les portraits d'une dictature sud-américaine et de son dirigeant, à peine lettré, à l'intelligence instinctive, fasciné par Hitler. Dans ce roman, et grâce aux personnages des saltimbanques, dont Almayo est plus que friand, Gary aborde dans un second temps des thèmes quasi théologiques et fait montre d'une noirceur et d'un pessimisme peu encourageants. La profondeur de ce roman surprend, s'il n'a pas le côté léger et poétique des Cerfs-volants ou de La Promesse de l'aube, l'entrecroisement des histoires des différents personnages permet à l'auteur d'écrire un roman très personnel qui révèle plus qu'aucun autre (exception faite de La Promesse de l'aube, notoirement autobiographique) ses points de vue, en opérant un troublant parallèle (quasiment une métaphore) entre Dieu et le diable et un duo formé par un saltimbanque, aux pouvoirs jadis incroyables, et son manager, à qui l'odeur du soufre semble raviver de délicieux souvenirs…

## Analyse
Romain Gary signe là un de ses romans les plus profonds et également les plus prenants qui s'avère quasi philosophique et dont la construction semble être calquée sur l'architecture d'un édifice gothique.[citation nécessaire]